# 1440-ві до н. е.

## Правителі
- Єгипет: фараон Тутмос III (шостий з XVIII династії);
- Вавилонія: цар Агум ІІІ;